# Eros Poli
Eros Poli (Isola della Scala, 6 agosto 1963) è un ex ciclista su strada e dirigente sportivo italiano. Professionista dal 1991 al 1999, fu campione olimpico nella cronometro a squadre nel 1984 e campione del mondo nella stessa specialità nel 1987.

## Carriera
Pur avendo vinto a Los Angeles l'oro olimpico nella cronometro a squadre, è principalmente noto per la vittoria in solitaria nella tappa del Tour de France 1994 che attraversava il Mont Ventoux. In quell'occasione riuscì a conservare un minimo vantaggio nella scalata dopo essersi presentato con oltre 20 minuti di vantaggio ai piedi della stessa; l'impresa fu particolarmente rilevante, visto il fisico imponente dell'atleta, abituato a tirare le volate a Mario Cipollini.

## Palmarès
- 1984 (dilettante)

Giochi olimpici, Cronometro a squadre (Los Angeles)
- 1985 (dilettante)

Coppa Caivano
- 1988 (dilettante)

Gran Premio Industria Commercio Artigianato Carnaghese
- 1994 (Mercatone Uno, una vittoria)

15ª tappa Tour de France (Montpellier > Carpentras)

### Altri successi
- 1994 (Mercatone Uno)

Premio della Combattività Tour de France
- 1998 (Crédit Agricole)

Criterium Dun-le-Palestel

## Piazzamenti

### Grandi Giri
- Giro d'Italia

1991: 129º
1992: 148º
1993: 131º
1994: 98º
- Tour de France

1992: non partito (7ª tappa)
1994: 115º
1995: 114º
1996: 127º
1997: 134º
1998: 86º
- Vuelta a España

1994: 105º
1997: ritirato (5ª tappa)

### Classiche monumento
- Milano-Sanremo

1992: 177º
1994: 129º
1998: 106º
1999: 149º
- Giro delle Fiandre

1993: 89º
1996: 66º
1997: 69º
- Parigi-Roubaix

1991: 86º
1995: 76º
1997: 54º
1998: 86º
1999: 49º

### Competizioni mondiali
- Campionati del mondo

Giavera del Montello 1985 - Cronometro a squadre: 3º
Colorado Springs 1986 - Cronometro a squadre: 2º
Villach 1987 - Cronometro a squadre: vincitore
- Giochi olimpici

Los Angeles 1984 - Cronometro a squadre: vincitore
Seoul 1988 - Cronometro a squadre: 5º